# Nirei Fukuzumi
Nirei Fukuzumi (福住仁嶺, Fukuzumi Nirei, Tokushima, 24 de janeiro de 1997) é um piloto de automóveis japonês que competiu no Campeonato de Fórmula 2 da FIA de 2018 pela equipe Arden International.

## Carreira
Em 2010, Fukuzumi iniciando sua carreira de piloto no cartismo. Ele permaneceu no cartismo até 2013. Em 2014, o piloto começou a competir em corridas de monoposto, passando para a Fórmula 3 Japonesa no ano seguinte. Em 2016, Nirei estreou na GP3 Series com a ART Grand Prix, marcando três pódios e terminando em sétimo no campeonato. Em 2018, Fukuzumi assinou com a equipe Arden International para disputar o Campeonato de Fórmula 2 da FIA.